# Virginia Corvalán
Virginia Corvalán, född 1900, död 1957, var en paraguayansk feminist.
Hon tillhörde pionjärerna inom kvinnorörelsen i Paraguay. Hon var en av grundarna av Centro Feminista Paraguayo år 1921. 